# Boris Trajkovski
Boris Trajkovski (en macedonio: Борис Трајковски; Monospitovo, R S. de Macedonia, 25 de junio de 1956 - Berkovići, Bosnia y Herzegovina, 26 de febrero de 2004) fue un abogado y político macedonio. Ejerció como presidente de Macedonia del Norte desde 1999 hasta su muerte en 2004.

## Biografía
Boris proviene de una familia religiosa de metodistas del municipio de Strumica. Después de licenciarse en Derecho por la Universidad Santos Cirilio y Metodio de Skopie en 1980, estuvo trabajando como asesor jurídico en el ámbito comercial. Al mismo tiempo pudo viajar estudiar teología en Estados Unidos y se convirtió a su regreso en predicador secular de la Iglesia metodista unida.
Cuando Macedonia del Norte se independizó de Yugoslavia en 1991, Trajkovski se afilió al partido nacionalista VMRO-DPMNE y formó parte del departamento de relaciones internacionales. Durante un tiempo compaginó la militancia con un empleo de asesor judicial en la constructora Sloboda. En 1997 asumió su primer cargo público como jefe de gabinete del gobernador de Kisela Voda, perteneciente a Skopie.
Con el triunfo electoral del VMRO-DPMNE en las elecciones parlamentarias de 1998, Trajkovski es nombrado viceministro de Asuntos Exteriores al frente de un gobierno de coalición. Considerado una figura próxima al bloque occidental por su formación en EE. UU., en su breve mandato promovió un acercamiento con la Unión Europea y tuvo que lidiar con la llegada masiva de refugiados albanokosovares por la guerra de Kosovo. Su labor al frente de la coordinación de la ayuda humanitaria le otorgó proyección pública, razón por la que los nacionalistas macedonios le nombraron candidato a las elecciones presidenciales de 1999. Si bien Trajkovski perdió en la primera vuelta frente al socialista Tito Petkovski, la concentración de voto a su favor le permitió superarle en la segunda vuelta con el 52% de los sufragios.
El mandato presidencial de Trajkovski estuvo marcado por las tensiones entre las comunidades macedonia y albanesa, cuyo hecho más grave fue el conflicto armado de 2001 en el noroeste del país. El presidente pidió ayuda a la comunidad internacional y acabó impulsando una cumbre, mediada por la OTAN, que permitió resolver el conflicto a través de un acuerdo de paz que integraba a la minoría albanesa mediante repartos de poder. Además, logró que la OTAN supervisara el desarme de la guerrilla albanesa. La resolución de este conflicto, que amenazaba con alterar la reciente estabilidad de los Balcanes, hizo que Trajkovski fuese percibido como una figura conciliadora entre la comunidad internacional.

## Muerte
Boris Trajkovski falleció el 26 de febrero de 2004, a los 47 años, en un accidente aéreo cuando se dirigía a una conferencia en Mostar, Bosnia y Herzegovina. A cincuenta kilómetros del destino final, el control de tráfico había perdido la señal del avión presidencial, un turbohélice Beechcraft Super King Air, mientras sobrevolaba el sur de Herzegovina bajo una densa niebla. Los restos de la aeronave se hallaron en el altiplano de Rotimlje, a quince kilómetros de Mostar, sin que hubiese supervivientes entre los siete pasajeros y los dos pilotos que iban a bordo. La investigación oficial determinó como causa del accidente un vuelo controlado contra el terreno debido a la niebla, razón por la que el piloto había descendido por debajo de la aproximación normal, así como a una aproximación por instrumentos mal diseñada.
El gobierno macedonio organizó un funeral de estado en las calles de Skopie para honrar la memoria de Trajkovski. El presidente de la Asamblea de Macedonia, Ljupčo Jordanovski, asumió la dirigencia del país en funciones hasta la celebración de las elecciones anticipadas en abril de 2004, en las que resultó elegido el primer ministro Branko Crvenkovski.